# Ñe
Ñe (Sindhi: ڃي ñē; ڃ) ist der 13. Buchstabe des erweiterten arabischen Alphabets des Sindhi. Ñe besteht aus einem Dschīm (ج) mit einem zweiten diakritischen Punkt neben dem des Dschīm.
In der arabischen Schrift des Sindhi steht Ñe für den stimmhaften palatalen Nasal [⁠ɲ⁠]. Das Äquivalent zum Ñe ist im Devanagari des Sindhi das Zeichen ञ, in lateinischen Umschriften wird Ñe meist mit ñ wiedergegeben. In einer älteren Variante des arabischen Alphabets des Sindhi stand das Zeichen ڃ für den stimmhaften palatalen Implosiv [⁠ʄ⁠] (heutiges Zeichen: ڄ); /ñ/ wurde damals in Form des Digraphen نڃ verschriftet.
Das Zeichen ist als Nyeh im Unicodeblock Arabisch am Codepunkt U+0683 und im Unicodeblock Arabische Präsentationsformen-A an den Codepunkten U+FB76 bis U+FB79 kodiert.
| Unicode-Codepoint | Unicode-Name                     | Zeichen |
| ----------------- | -------------------------------- | ------- |
| U+0683            | ARABIC LETTER NYEH               | ڃ       |
| U+FB76            | ARABIC LETTER NYEH ISOLATED FORM | ﭶ       |
| U+FB77            | ARABIC LETTER NYEH FINAL FORM    | ﭷ       |
| U+FB78            | ARABIC LETTER NYEH INITIAL FORM  | ﭸ       |
| U+FB79            | ARABIC LETTER NYEH MEDIAL FORM   | ﭹ       |